# Montrose Phinn
Montrose Phinn (sinh ngày 25 tháng 11 năm 1987) là một cầu thủ bóng đá người Jamaica thi đấu cho Harbour View, ở vị trí hậu vệ.

## Sự nghiệp
Phinn từng thi đấu bóng đá cho Harbour View.
Anh ra mắt quốc tế cho Jamaica năm 2011.